# 점프 더 건
점프 더 건(Jump the Gun)은 아일랜드의 음악 그룹이다. 유로비전 송 콘테스트 1988에서 아일랜드 대표로 참가했다.